# Едріан (Міннесота)
Едріан (англ. Adrian) — місто (англ. city) в США, в окрузі Ноблс штату Міннесота. Населення — 1194 особи (2020).

## Географія
Едріан розташований за координатами 43°38′1″ пн. ш. 95°56′1″ зх. д. / 43.63361° пн. ш. 95.93361° зх. д. (43.633564, -95.933490).  За даними Бюро перепису населення США в 2010 році місто мало площу 2,88 км², з яких 2,87 км² — суходіл та 0,00 км² — водойми.

## Демографія
Згідно з переписом 2010 року, у місті мешкало 1209 осіб у 491 домогосподарстві у складі 333 родин. Густота населення становила 420 осіб/км².  Було 537 помешкань (187/км²).
Расовий склад населення:
| - 95,3 % — білих - 1,2 % — азіатів - 0,4 % — чорних або афроамериканців - 1,1 % — осіб інших рас |

До двох чи більше рас належало 2,1 %. Частка іспаномовних становила 4,1 % від усіх жителів.
За віковим діапазоном населення розподілялося таким чином: 25,1 % — особи молодші 18 років, 56,7 % — особи у віці 18—64 років, 18,2 % — особи у віці 65 років та старші. Медіана віку мешканця становила 42,6 року. На 100 осіб жіночої статі у місті припадало 96,3 чоловіків;  на 100 жінок у віці від 18 років та старших — 92,1 чоловіків також старших 18 років.
Середній дохід на одне домашнє господарство  становив 69 123 долари США (медіана — 49 250), а середній дохід на одну сім'ю — 70 383 долари (медіана — 63 750). Медіана доходів становила 39 293 долари для чоловіків та 31 389 доларів для жінок. За межею бідності перебувало 9,4 % осіб, у тому числі 12,5 % дітей у віці до 18 років та 11,9 % осіб у віці 65 років та старших.
Цивільне працевлаштоване населення становило 697 осіб. Основні галузі зайнятості: освіта, охорона здоров'я та соціальна допомога — 25,8 %, роздрібна торгівля — 17,6 %, виробництво — 12,6 %, будівництво — 8,3 %.